# Cotinga amabilis
Cotinga-celeste ou cotinga-amorosa (Cotinga amabilis) é uma espécie de ave da família Cotingidae.
Pode ser encontrada nos seguintes países: América Central, do sul do México, passando pela Guatemala, Belize, Honduras e Nicarágua, até à Costa Rica. Há relatos de registos visuais no Panamá.
Os seus habitats naturais são: florestas tropicais húmidas de baixa altitude e florestas secundárias altamente degradadas.